# Oocineto

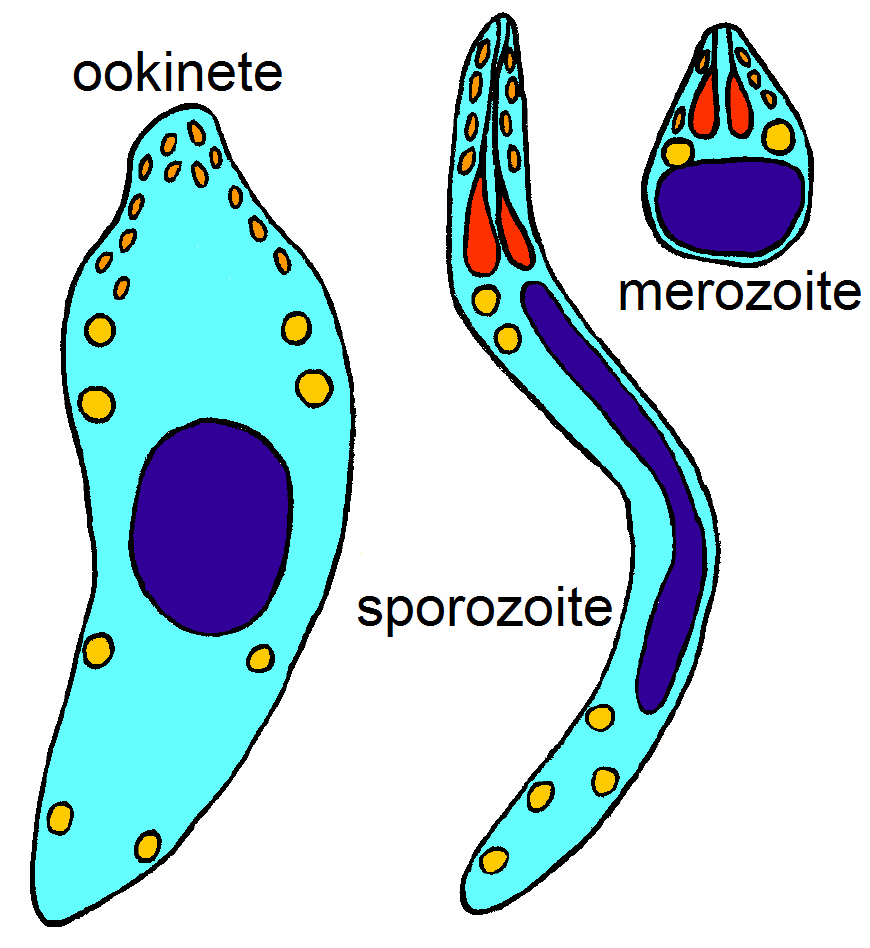
Oocineto, esporozoíto y merozoíto de Plasmodium falciparum.

Ciclo vital genérico de un apicomplejo: 1-cigoto, 2-esporozoítos, 3-merozoitos, 4-gametocitos.

En biología y parasitología, un oocineto es un cigoto fertilizado capaz de movimiento, presente en el ciclo de vida de los parásitos apicomplejos. El término procede de las raíces griegas oón (huevo) y kynesis (movimiento).